# 이케다정 (후쿠이현)
이케다정(일본어: 池田町)은 일본 후쿠이현 이마다테군의 정이다. 전통 예능인 노가쿠 가면 예술의 문화를 계승해 온 마을로 알려져 있고 면적의 90%는 산지이다.

## 지리
주된 거주 구역은 주위가 산으로 둘러싸인 해발 150~250m 정도의 장소에 약간 펼쳐져 있는 골짜기이다. 정 전역이 특별 폭설 지대로 지정되어 있어 겨울 강수량이 매우 많다.

## 역사
- 1955년 3월 31일 - 이마다테군 가미이케다촌, 시모이케다촌이 합병해 이케다촌이 성립하였다.
- 1964년 9월 1일 - 이케다촌이 정으로 승격해 이케다정이 성립하였다.

## 행정
- 정장: 스기모토 히로부미 (杉本 博文)

### 자매 도시·제휴 도시
- 홋카이도 나카가와군 이케다정
- 나가노현 기타아즈미군 이케다정
- 기후현 이비군 이케다정
- 도쿠시마현 미요시군 이케다정(현 미요시시)
- 가가와현 쇼즈군 이케다정(현 쇼도시마정)
  - 1986년 4월 자매결연 체결
- 오사카부 이케다시
  - 1988년 8월 자매결연 체결

### 정 직원 간의 결혼에 따른 퇴직 관행
1993년부터 마을 직원끼리 결혼한 경우 부부 중 어느 쪽에게 퇴직을 종용하는 관습이 있어 헌법 위반의 우려가 있다고 지적되었다. 이 관습은 채용 시 설명되지 않는 '암묵적 규칙'으로, 지난 20년 동안 3쌍 정도의 부부가 대상이 되었지만, 둘 다 정사무소에 남은 예는 없다. 정의회에서 문제가 거론되어 정사무소 직원조합도 철폐 희망서를 냈지만, 정 측은 「직원의 높은 급여 수준을 비판하는 주민의 감정이다」, 「인사 로테이션의 제약」, 「과거에 퇴직한 사람이 있으므로, 새삼 그만두면 불공평하다」 등을 이유로 「철폐할 예정은 없다」라고 회답했다.

## 교통

### 도로
- 국도 417호선
- 국도 476호선